# Thomas Fuchs (Reiter)

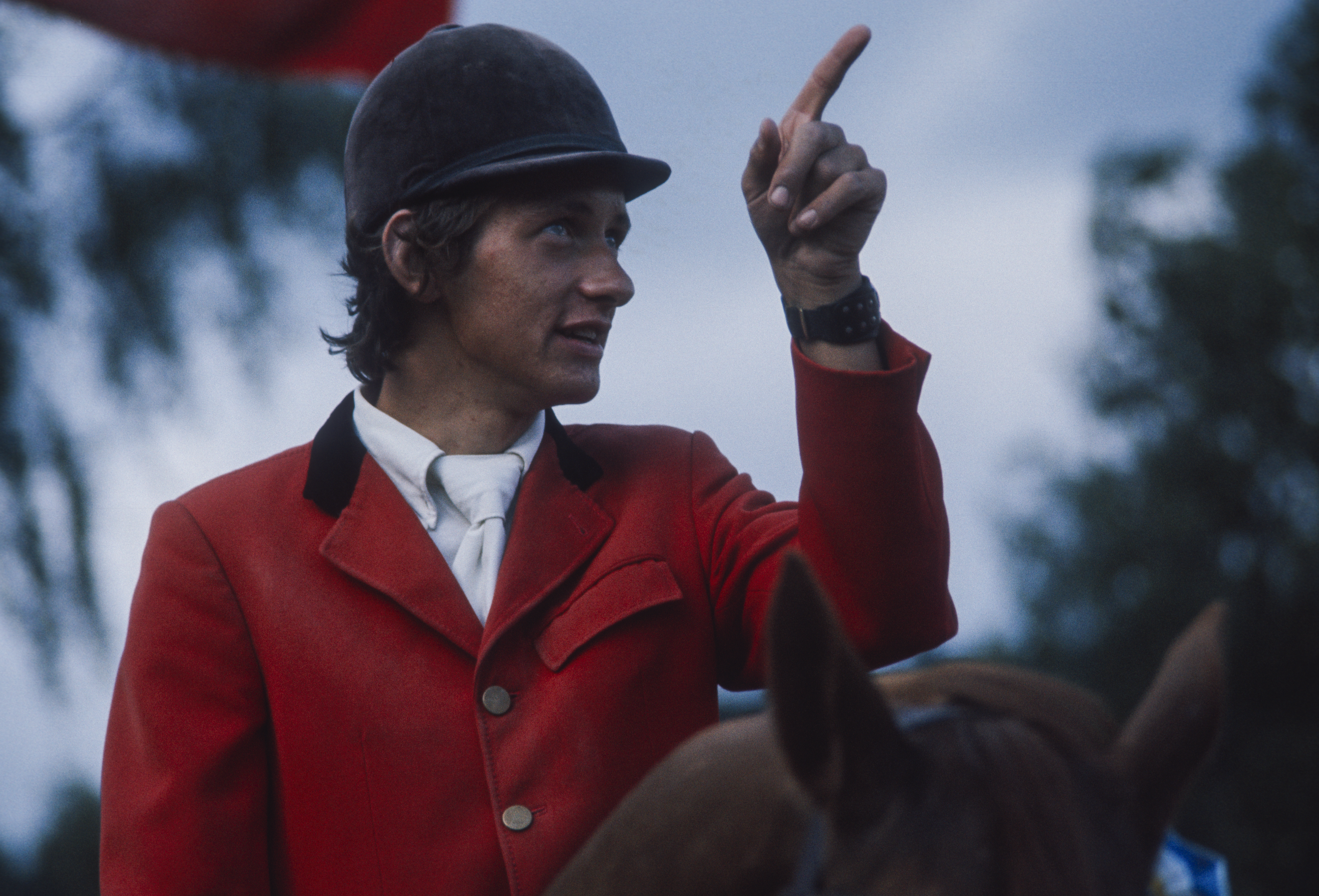
Thomas Fuchs (1974)

Thomas Fuchs (* 10. Januar 1957 in Zürich) ist ein ehemaliger Schweizer Springreiter.

## Leben
Fuchs wuchs gemeinsam mit seinem zwei Jahre älteren Bruder Markus in Bietenholz auf, wo sein Vater ab Mitte der 1960er Jahre einen Reitstall aufbaute.
Grosse Erfolge feierte er zwischen 1981 und 1991 auf der Stute Dollar Girl. Mit der Schweizer Equipe wurde er 1983 Europameister, 1981 Vize-Europameister und 1989 sowie 1991 jeweils Europameisterschafts-Dritter. Nachdem Dollar Girl von ihrem Besitzer Ende 1991 verkauft worden war, war der belgische Wallach Major sein Spitzenpferd. 
Fuchs errang zwei weitere Team-Europameisterschaften in den Jahren 1993 und 1995. Bei den Weltreiterspielen 1994 gewann er mit der Mannschaft die Bronzemedaille. Im Einzel stehen ein siebter Platz bei den Olympischen Spielen 1988 in Seoul, ein vierter Platz im Weltcup-Final 1992, zahlreiche Grand-Prix-Siege sowie drei Schweizer Meisterschaften zu Buche. Fuchs bestritt ca. 100 Nationenpreise. Sein Sohn Martin ist ebenfalls ein erfolgreicher Springreiter.
Thomas Fuchs ist mit der ehemaligen Springreiterin und Trabrennfahrerin Renata Fuchs verheiratet. Er handelt erfolgreich mit Pferden.

## Grösste Erfolge
Olympische Spiele
- 5. Rang Team, Barcelona 1992, mit Dylano[3]
- 7. Rang Einzel und Team, Seoul 1988, mit Dollar Girl[3]

Weltmeisterschaften
- Bronze Team, Den Haag 1994, mit Major AC Folien[4]

Europameisterschaften
- Gold Team, St. Gallen 1995, mit Major AC Folien
- Gold Team, Gijón 1993, mit Dylano
- Bronze Team, La Baule 1991, mit Dollar Girl[5]
- Bronze Team, Rotterdam 1989, mit Dollar Girl[5]
- Gold Team, Hickstead 1983, mit Willora Swiss[5]
- Silber Team, München 1981, mit Willora Carpets[5]

Schweizer Meisterschaften
- 1. Rang, 1995, mit Major AC Folien
- 1. Rang, 1993, mit Dylano
- 1. Rang, 1986, mit El Lute

Weltcupfinal
- 4. Rang, Del Mar 1992